# 密歇安納 (密歇根州)
密歇安納（英語：Michiana）是位於美國密歇根州貝林縣的一個村。

## 人口
根據2020年美國人口普查的數據，密歇安納的面積為0.95平方千米，當中陸地面積為0.95平方千米，而水域面積為0.00平方千米。當地共有人口200人，而人口密度為每平方千米210人。